# Wilhelm Scharpwinkel
Wilhelm Scharpwinkel (* 4. Dezember 1904 in Eickel; † 17. Oktober 1947 in Moskau) war ein deutscher Jurist im Rang eines Oberregierungsrates, Gestapobeamter, SS-Führer und Leiter des Einsatzkommandos 1 der Einsatzgruppe III in Polen.

## Leben
Scharpwinkel studierte nach dem Schulbesuch Rechtswissenschaften und schloss sein Studium an der Universität Erlangen mit Promotion zum Dr. jur ab. Der Titel seiner 1931 erschienenen Dissertation lautet Die fiduciarische Sicherungsübereignung von Mobilien. Das zweite Staatsexamen bestand er im März 1933 in Berlin.
Zum 1. April 1932 trat er der NSDAP bei (Mitgliedsnummer 1.053.578), war nach seinem Studium Bezirkspresseleiter der NSDAP in Bottrop. Seinen Lebensunterhalt bestritt er als Jurist. Scharpwinkel wurde Mitglied der SS (SS-Nr. 290.803) und stieg bis zum SS-Obersturmbannführer auf. Am 1. Oktober 1936 trat er in die Gestapo ein. Von dort wurde er 1938 zur Staatspolizeistelle Liegnitz versetzt und übernahm von 1939 bis 1940 die Leitung dieser Dienststelle als Nachfolger von Constantin Canaris.
Nach Beginn des Zweiten Weltkrieges war Scharpwinkel bis November 1939 Führer des Einsatzkommandos 1 der Einsatzgruppe III, die polnische Intellektuelle und Juden ermordete. Im November 1940 wechselte Scharpwinkel nach Wilhelmshaven, wo er die Leitung der dortigen Staatspolizeistelle übernahm. Von September 1942 bis zum Kriegsende war er Leiter Staatspolizeileitstelle Breslau. Auf Weisung des Reichssicherheitshauptamtes war er im März/April 1944 an der Ermordung von zehn aus dem Stalag Luft III entflohenen und wieder ergriffenen Offizieren der Royal Air Force als Verantwortlicher beteiligt. Im September 1944 wurde Scharpwinkel noch Kommandeur der Sicherheitspolizei und des SD (KdS) der Festung Breslau.
Scharpwinkel befand sich nach Kriegsende in sowjetischen Gewahrsam und konnte 1946 von britischen Ermittlern zu den Fliegermorden vernommen werden.
Scharpwinkel starb in sowjetischer Gefangenschaft im Oktober 1947.